# Enimia del Gévaudan
Enimia del Gévaudan (... – Sainte-Enimie, 628 circa) fu una principessa merovingia, figlia di Clotario II e dunque sorella di Dagoberto I; è venerata come santa dalla Chiesa cattolica.
La storia di Sant'Enimia è narrata nel corso dei secoli grazie a due testi principali, uno del XII secolo e scritto da uno scrittore di prosa latino e l'altro è un poema di 2000 versi scritto dal trovatore Bertrando di Marsiglia: La vida de Santa Enimia.

## Agiografia

### La lebbra
L'eclatante bellezza della principessa merovingia suscitò parecchie bramosie presso i nobili del regime. Ella invece si sforzava di aiutare i poveri, gli zoppi ed i lebbrosi. Giunta in età da marito, il padre le impose la scelta di un pretendente ma lei si dichiarò sposa di Cristo. Il padre non si diede per inteso e preparò le nozze, allora Enimia si rivolse al Signore implorandolo di aiutarla a conservare la sua purezza. Dio l'esaudì infliggendole una terribile malattia, la lebbra, che la sfigurò. Negli anni seguenti non vi fu rimedio che la guarisse e la giovane principessa ricorse nuovamente a Dio. Le apparve un angelo messaggero che le disse: «Vai con la tua scorta nella lontana provincia del Gévaudan, in un luogo chiamato Burlatis, i pastori ti guideranno ad una sorgente la cui acqua guarirà le piaghe del tuo corpo.» La principessa si mise in viaggio con la sua scorta. 
Giunta nel Gévaudan, il corteo non riusciva a trovare una località con quel nome e nel chiedere di una sorgente guaritrice, una donna ne indicò loro una. L'angelo allora riapparve, spiegando che la fonte nella quale la principessa si bagnava non era quella da lui indicata. Ella si rimise in viaggio e si trovò così a Bagnols-les-Bains.
(Versi 391-392 de « la vida de Santa Enimia » di Bertrando di Marsiglia)
Il corteo si diresse verso il fiume Tarn e trovò infine la fonte di Burlatis. Enimia si immerse nell'acqua azzurra e fredda della Burle implorando il Signore e miracolosamente guarì.
Il corteo riprese la via del ritorno ma la malattia ricomparve appena esso giunse sull'altipiano che domina Burlatis. Enimia tornò allora alla sorgente ed il miracolo si ripeté ma ella non poté nuovamente raggiungere l'altipiano, che dovette effettuare una terza immersione nelle acque della fonte ed allora comprese il proprio destino: doveva rimanere per sempre in quella regione.
Ella decise quindi di installarsi colà, adibendo a dimora una grotta che aveva scoperto e mandando via il corteo, affinché si occupasse solo della sua figlioccia. Il corteo s'installò in un gruppo di case sulle rive del fiume Tarn.
Dalla sua grotta ella avrebbe compiuto alcuni miracoli, ma la vicenda più importante resta la lotta contro il Drac (una specie di demonio nei paesi occitani).

### La lotta contro il drago

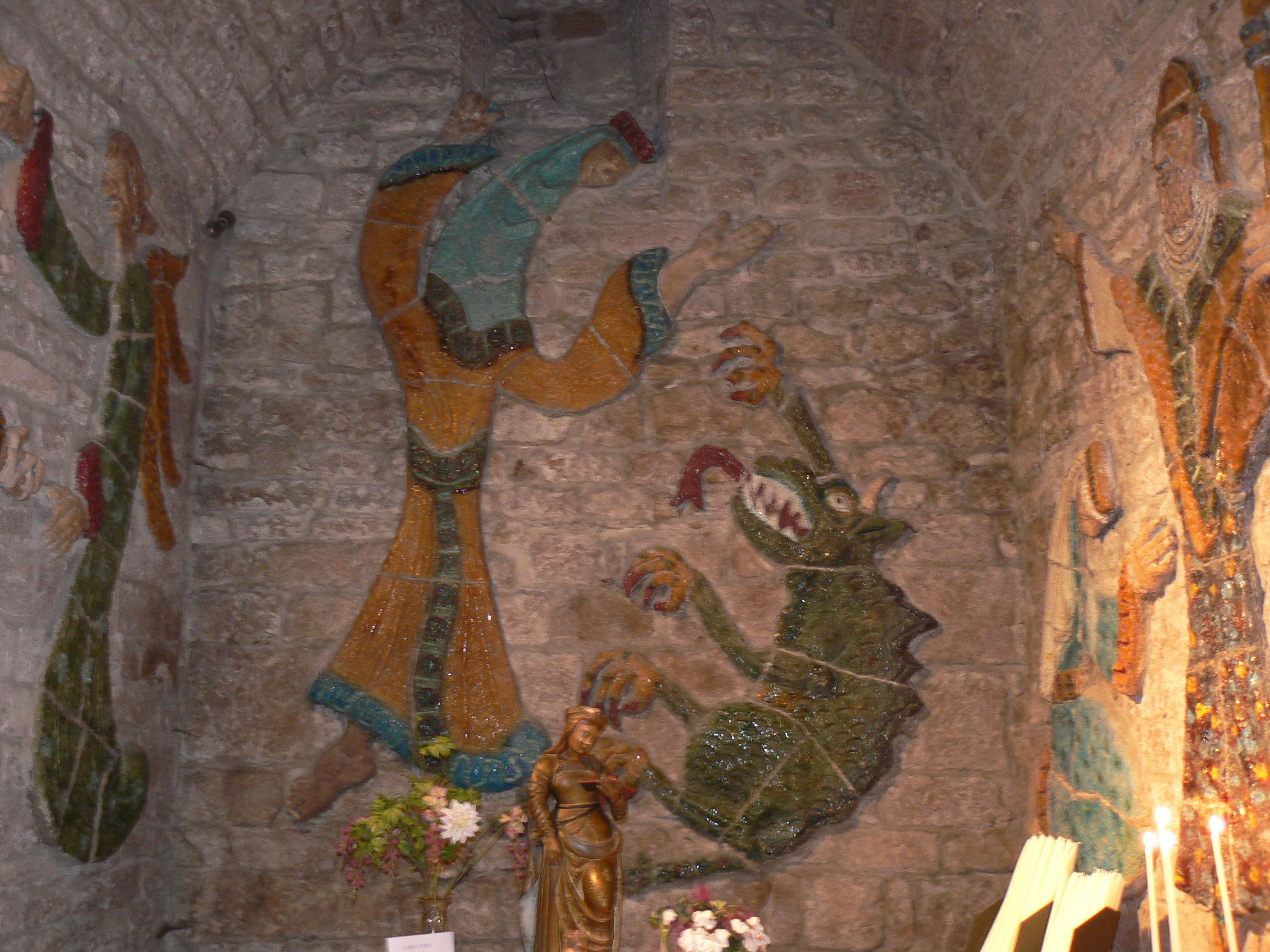
Enimia combatte contro il drago (parete della chiesa di Sainte-Enimie).

Ella fu nominata badessa dal vescovo di Mende sant'Ilario e fondò un monastero doppio nel paese. Secondo la leggenda Enimia ed Ilario avrebbero combattuto il drago, incarnazione del diavolo. Il caos del Pas de Soucy è il riflesso di questa lotta. Enimia trascorse il resto della sua vita in ritiro nella sua grotta (oggi l'Ermitage).

## Culto

### Le reliquie
Dopo la sua morte, il fratello Dagoberto I, divenuto re, ampliò la Basilica di Saint-Denis e partì alla ricerca di reliquie di santi. Giunto sulle rive del Tarn, chiese alle monache ove fosse il corpo della sorella, ma queste non vollero dirglielo per timore di perderle. Dagoberto scoprì infine la tomba, ma esitò fra due tombe. In effetti Enimia non aveva voluto che si incidesse alcun nome sulla sua tomba, mentre aveva voluto che fosse inciso il proprio nome su quella della figlioccia. Quindi sono le reliquie della figlioccia che riposano a fianco dei re nella chiesa abbaziale di Saint-Denis.
Questa narrazione si sarebbe persa con la scomparsa delle monache e solo più tardi, quando le monache del Ordine di Malta, che avevano fondato il Monastero di sant'Enimia in quel luogo, avrebbero avuto un messaggio divino indicante loro l'inganno della principessa.
Le reliquie della principessa furono conservate all'Ermitage fino al 1970, data in cui furono rubate.

### Memoria e celebrazioni
La Memoria liturgica di sant'Enimia cade il 6 ottobre.
Un pellegrinaggio ha luogo ogni anno all'Ermitage per celebrare la patrona del paese (prima domenica di ottobre).